# (44217) Whittle
Pour les articles homonymes, voir Whittle.
(44217) Whittle est un astéroïde de la ceinture principale.

## Description
(44217) Whittle est un astéroïde de la ceinture principale. Il fut découvert le 12 août 1998 à Reedy Creek par John Broughton. Il présente une orbite caractérisée par un demi-grand axe de 2,58 UA, une excentricité de 0,06 et une inclinaison de 13,6° par rapport à l'écliptique.

## Compléments